# Yukarıavlıyan, Cumayeri
Yukarıavlayan là một xã thuộc huyện Cumayeri, tỉnh Düzce, Thổ Nhĩ Kỳ. Dân số thời điểm năm 2010 là 468 người.